# Dirphiopsis herbini
Dirphiopsis herbini is een vlinder uit de familie nachtpauwogen (Saturniidae), onderfamilie Hemileucinae.
De wetenschappelijke naam van de soort is voor het eerst geldig gepubliceerd door Wolfe in 2003.